# Piedra Negra Airport
Piedra Negra Airport är en flygplats i Chile.   Den ligger i provinsen Provincia de Cauquenes och regionen Región del Maule, i den södra delen av landet, 300 km sydväst om huvudstaden Santiago de Chile. Piedra Negra Airport ligger 65 meter över havet.
Terrängen runt Piedra Negra Airport är kuperad åt sydost, men åt sydväst är den platt. Havet är nära Piedra Negra Airport åt nordväst. Runt Piedra Negra Airport är det ganska glesbefolkat, med 22 invånare per kvadratkilometer.. 
I omgivningarna runt Piedra Negra Airport växer i huvudsak städsegrön lövskog.